# Galina Koezmenko

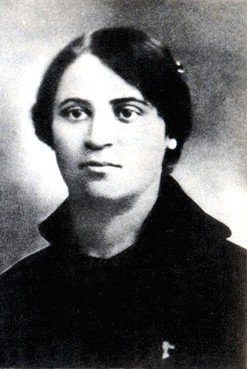
Agafja "Halyna" of "Galina" Andrejevna Koezmenko Machno

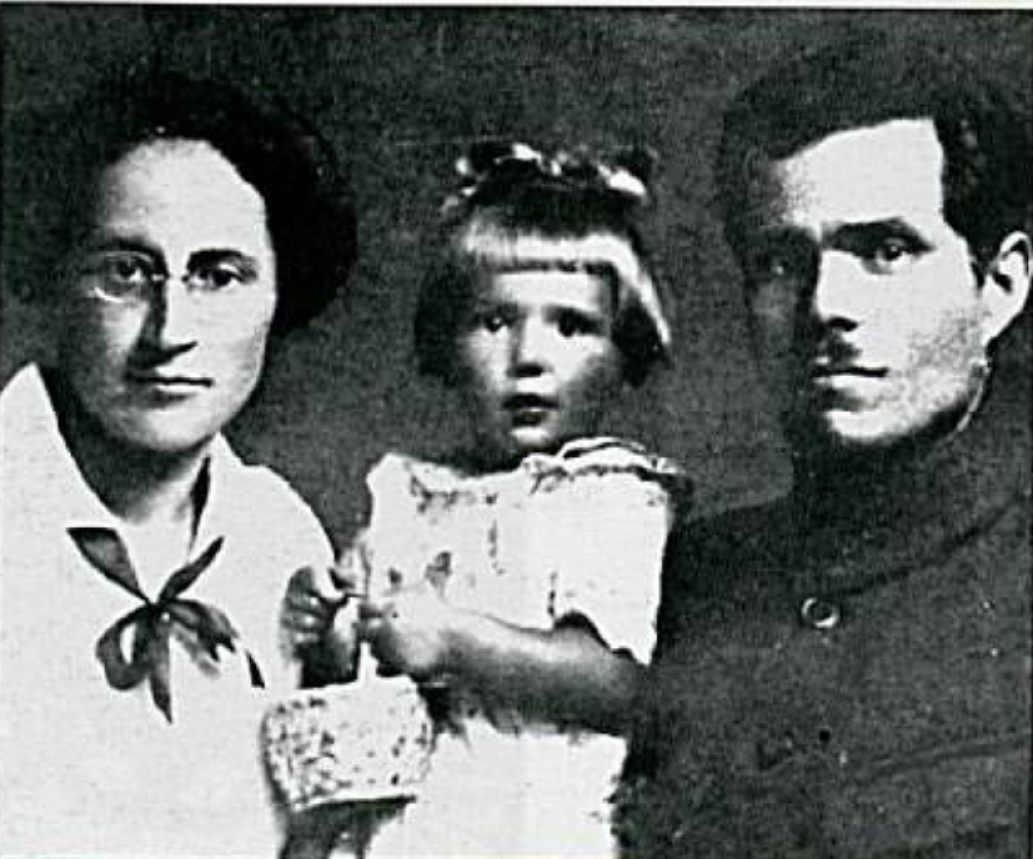
Galina Koezmenko, Nestor en Jelena Machno

Agafja (Halyna of Galina) Andrejevna Koezmenko Machno (1896 - 1978) was een Oekraïense onderwijzer en anarchist, en de vrouw van Nestor Machno.

## Biografie
Galina Koezmenko werd volgens de meeste bronnen in 1896 geboren in Kiev in het toenmalige Russische rijk. Na haar geboorte verhuisden haar ouders naar het dorp Pisjtsjany Brid in het Gouvernement Jekaterinoslav in wat nu de oblast Kirovohrad in centraal Oekraïne is. Andere bronnen beweren dat ze werd geboren in 1892, in Pisjtsjany Brid. Haar vader, een voormalige boer, werkte als politieagent.
Tijdens haar opleiding volgde ze de lerarenseminarie in Kiev en werd ze onderwijzeres in 1916. Ze doceerde Oekraïense taal- en letterkunde in de stad Hoeljajpole. Ze werd bekend als een Oekraïense anarchist en patriot en als een actieve lokale activist van de Prosvita. Begin 1919 trouwde Galina Koezmenko met Nestor Machno, die op dat moment de strijdkrachten van de Vrije Zone leidde tegen het binnenvallende Sovjet-Rode Leger toen de Russische Burgeroorlog naar Oekraïne kwam. Ze werd beschreven door Viktor Belasj, stafchef van het Revolutionaire Opstandsleger van Oekraïne, als een onvermoeibare pleitbezorger voor vrouwen en hun opvoeding. In het najaar van 1919 werd ze gekozen tot voorzitter van de Unie van Onderwijzers.
Tijdens de terugtrekking van de Machnovsjtsjina uit hun posities op hetzelfde moment, werd de Nabat tijdelijk vervangen door een groep Oekraïense nationale anarchisten, wiens standpunten Koezmenko overtuigden. Ze bleef tot 1922 hun ideologie aanhangen. Door auteurs als Isaak Teper direct verbonden met Symon Petljoera, trok hij ook de conclusie dat deze groep op zijn minst gedeeltelijk verantwoordelijk was voor de toename van antisemitisch geweld binnen de gelederen van de Machnovsjtsjina.
Andere bronnen noemen haar onderdeel van een gedeeltelijk verborgen samenzwering, gericht op het afzetten van Machno uit zijn machtspositie en het samenvoegen van het Leger van Petljoera of the UNR met de Machnovsjtsjina, om samen te vechten tegen zowel het Witte als het Rode Leger. Dit is nooit werkelijkheid geworden, aangezien de populariteit van de beweging aanzienlijk afnam na de onthulling van documenten die waren verzameld door de kontrrozvidka, de Machnovistische geheime politie. Deze documenten bevatten het definitieve bewijs dat Petljoera had onderhandeld met hooggeplaatste officieren van de Witten, met name Anton Denikin, om een bondgenoot te worden tegen zowel het Rode als het Opstandsleger.
In augustus 1921, na de val van de Vrije Zone, vluchtten Machno en Koezmenko naar Roemenië, van waaruit ze naar Polen verhuisden. Hun dochter Jelena werd geboren in 1922. Op 25 september 1923 werden ze gearresteerd door de Poolse autoriteiten, beschuldigd door twee leden van het Oekraïense Opstandelingenleger van het voorbereiden van een opstand in Galicië voor de opbouw van een anarchistisch-communistische samenleving samen met de Tsjeka. Koezmenko en Machno werden beide vrijgesproken en in 1924 ging het paar eerst naar Duitsland en vervolgens  in 1926 naar Parijs. Bijna tien jaar leefden ze een relatief vredig leven in Vincennes. Langzaam maar zeker begon de gezondheid van Nestor Machno achteruit te gaan. Het echtpaar overleefde van het salaris van Galina, een arbeider in een schoenenfabriek in Parijs, en van de hulp van andere anarchistische kameraden.
Na de dood van Nestor Machno in 1934 begon Galina Koezmenko contact op te nemen met familie en vrienden in wat nu de Oekraïense Socialistische Sovjetrepubliek was, om terug te keren naar de USSR. Tijdens haar werktijd in Parijs als bibliothecaris bij de Slavische afdeling van de Bibliothèque nationale de France, werkte ze samen met de geheime diensten en gaf ze informatie door aan de USSR.
Tijdens de Tweede Wereldoorlog en de Duitse bezetting werd Jelena onder de Service du travail obligatoire naar Duitsland gestuurd, waar ze in een Siemens-fabriek werkte. Galina Koezmenko volgde haar en koos ervoor om bij haar in Duitsland te blijven, wachtend op haar plannen om naar de USSR te verhuizen.
In augustus 1945, toen voor hen nieuwe identiteitsbewijzen werden uitgegeven, werden Jelena en Halyna door de Sovjetautoriteiten gearresteerd. De twee werden naar Kiev gestuurd, waar Galina Koezmenko in juli 1946 tot 8 jaar gevangenisstraf werd veroordeeld wegens deelname aan de Oekraïense opstand, op beschuldiging van contrarevolutionaire activiteiten. Jelena werd in juli 1946 veroordeeld tot vijf jaar gevangenisstraf wegens collaboratie met de Duitse bezetter. Het proces werd niet openbaar gemaakt. Galina zat gevangen in het kamp Doubravlag en werd na de amnestie van 1954 vrijgelaten, of, volgens andere bronnen, in 1963. Na haar vrijlating bleef ze bij haar dochter wonen en verhuisde ze naar de stad Dzjamboel, tegenwoordig Taraz, Kazachstan. Ze ging verschillende keren naar Hoeljajpole om haar familieleden te zien. In 1977 diende Galina een verzoekschrift in bij het presidium van de Opperste Sovjet met een klacht over de vervolging op het werk van Jelena Nesterovna.
Galina overleed in Taraz op 81-jarige leeftijd op 23 maart 1978.

## Stichting onderwijssysteem
Galina Koezmenko was de voorzitter van de Lerarenunie van Machnovia, een functie die ze bekleedde van 1919 tot de afschaffing ervan met de val van de Vrije Zone. Het was tijdens deze periode dat een nieuwe manier van onderwijs werd georganiseerd in Hoeljajpole. Dit nieuwe systeem was, in tegenstelling tot het zwaar religieuze en door de staat aangestuurde keizerlijke Russische schoolsysteem, gebaseerd op anarchistische idealen en een scheiding tussen onderwijs en religie. Haar acties daar waren gericht op het financieren van de activiteiten, het organiseren van het onderwijs in de door de Machnovisten gecontroleerde grensgebieden, het beheer van scholen door gezamenlijke onderwijzer-ouderraden en de ontwikkeling van nieuwe schoolcurricula.
De inspiratie voor het systeem dat werd geïmplementeerd in het vrije gebied werd gepresenteerd met een pamflet van de Spaanse libertaire pedagoog Francisco Ferrer, wiens theorieën over het creëren van een schoolsysteem vrij van de invloed van de staat grote invloed hadden op de internationale anarchistische beweging. Vóór de militaire nederlaag van de anarchisten werd het systeem over het algemeen goed ontvangen door landbouwers, onderwijzers en de kinderen, voornamelijk vanwege de inspanningen die werden geleverd om de vaak arme schoolkinderen te voeden.